# Tici (fill de Zeus)

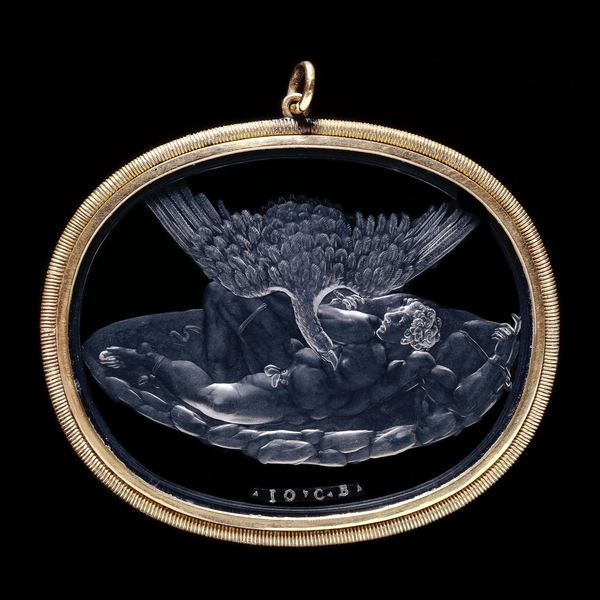
El càstig de Tici, cristall de roca tallat per Giovanni Bernardi, al Museu Britànic

Segons la mitologia grega, Tici (en grec antic Τιτυός) va ser un gegant, fill de Zeus i d'Èlara. Per por de la gelosia d'Hera, Zeus amagà la seva amant durant l'embaràs, a les profunditats de la terra. De la terra va sortir, en néixer, el gegant Tici.
Quan Leto donà a Zeus els seus fills Àrtemis i Apol·lo; Hera, gelosa, va provocar que el gegant provés de violar Leto o Àrtemis, segons la versió; però Zeus, en descobrir-ho, el fulminà i el precipità al Tàrtar. En altres versions, són Àrtemis i Apol·lo els qui maten Tici. Al Tàrtar jeia, estès a terra, i dues serps o dos voltors (no confondre amb Prometeu, que també pateix un càstig similar, però per una àguila) li devoraven el fetge, que li tornava a créixer segons les fases de la lluna. Alguns autors diuen, però, que els dos fills de Leto van protegir la seva mare i van matar el gegant amb les seves fletxes. Tici va quedar eternament estirat a terra, i amb el seu cos cobria nou hectàrees d'extensió. A Eubea hi havia una cova on Tici rebia culte.